# Buboblatta armata
Buboblatta armata är en kackerlacksart som först beskrevs av Andrew Nelson Caudell 1914.  Buboblatta armata ingår i släktet Buboblatta och familjen Polyphagidae.
Artens utbredningsområde är Panama. Inga underarter finns listade.